# سیارک ۶۱۸۹
سیارک ۶۱۸۹ (به انگلیسی: 6189 Volk، نامگذاری:1989EY2) شش هزار و صد و هشتاد و نهمین سیارک کشف شده‌است که در ۲ مارس ۱۹۸۹ کشف شد.
قدر مطلق سیارک برابر ۱۳٫۵۰ است.